# لولا خومیانتس
لولا خومیانتس (ارمنی: Լոլա Խոմյանց؛ انگلیسی: Lola Khomyants زادهٔ ۱۸ مهٔ ۱۹۳۴ - درگذشته ۱۰ دسامبر ۲۰۰۴) خواننده در سبک استرادا اهل ارمنستان بود.

## زندگی‌نامه
وی در ۱۸ مهٔ ۱۹۳۴ در تفلیس به دنیا آمد و از دانشگاه فنی گرجستان فارغ‌التحصیل گشت. همسر وی آرتاشس آوتیان (آرتوش) نیز خواننده می‌باشد. وی در ارکستر سمفونیک رادیو ملی ارمنستان فعالیت می‌کرد. وی در ۱۰ دسامبر ۲۰۰۴ در سن ۷۰ سالگی در ایروان درگذشت.